# Menhir von Crec’h Ogel
Der Menhir von Crec’h Ogel (auch Pierre Longue genannt) befindet sich nahe der D28 in Saint-Gilles-Pligeaux bei Le Vieux-Bourg im Département Côtes-d’Armor in der Bretagne in Frankreich.
Der Menhir aus porphyrem Granit ist etwa 4,9 Meter hoch, 2,46 Meter breit und 2,0 Meter dick.
Etwas über hundert Meter östlich steht der 2,4 Meter hohe christianisierte Menhir Croix de Pasquiou.
Der Menhir von Crec’h Ogel wurde im Jahr 1971 als Monument historique eingestuft.